# أرمسترونغ سايدلي
ارمسترونغ سايدلي (بالإنجليزية: Armstrong Siddeley)‏ هي شركة بريطانية هندسية سابقة، كانت تعمل خلال النصف الأول من القرن العشرين. تأسست في عام 1919 واشتهرت بإنتاج السيارات الفاخرة ومحركات الطائرات. ويقع مقرها في كوفنتري، إنجلترا، في المملكة المتحدة.

## معرض صور

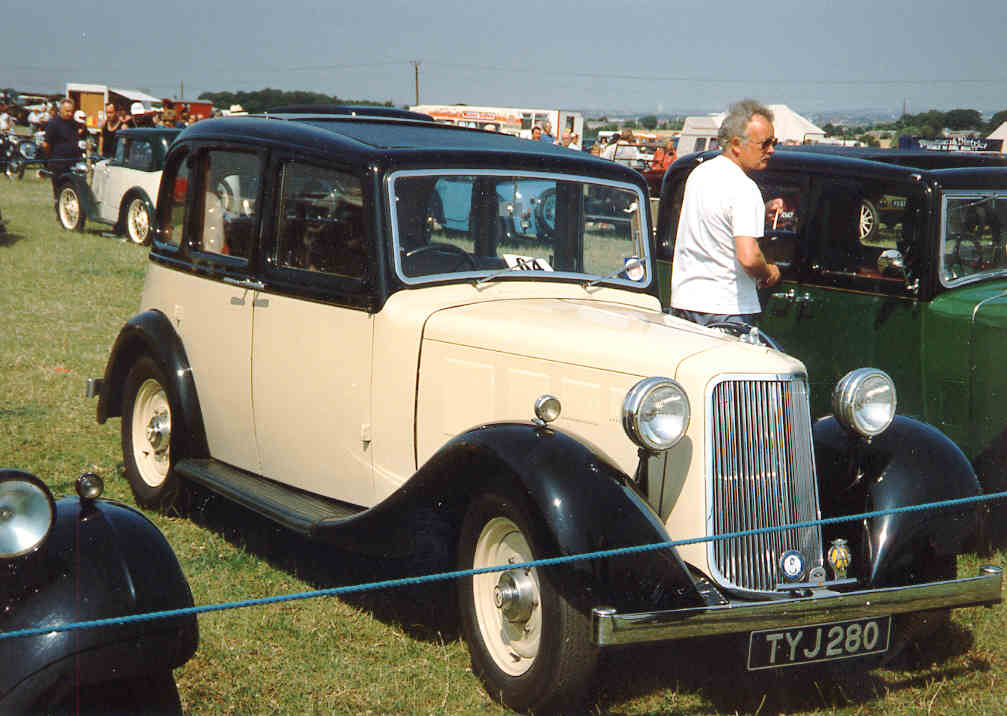
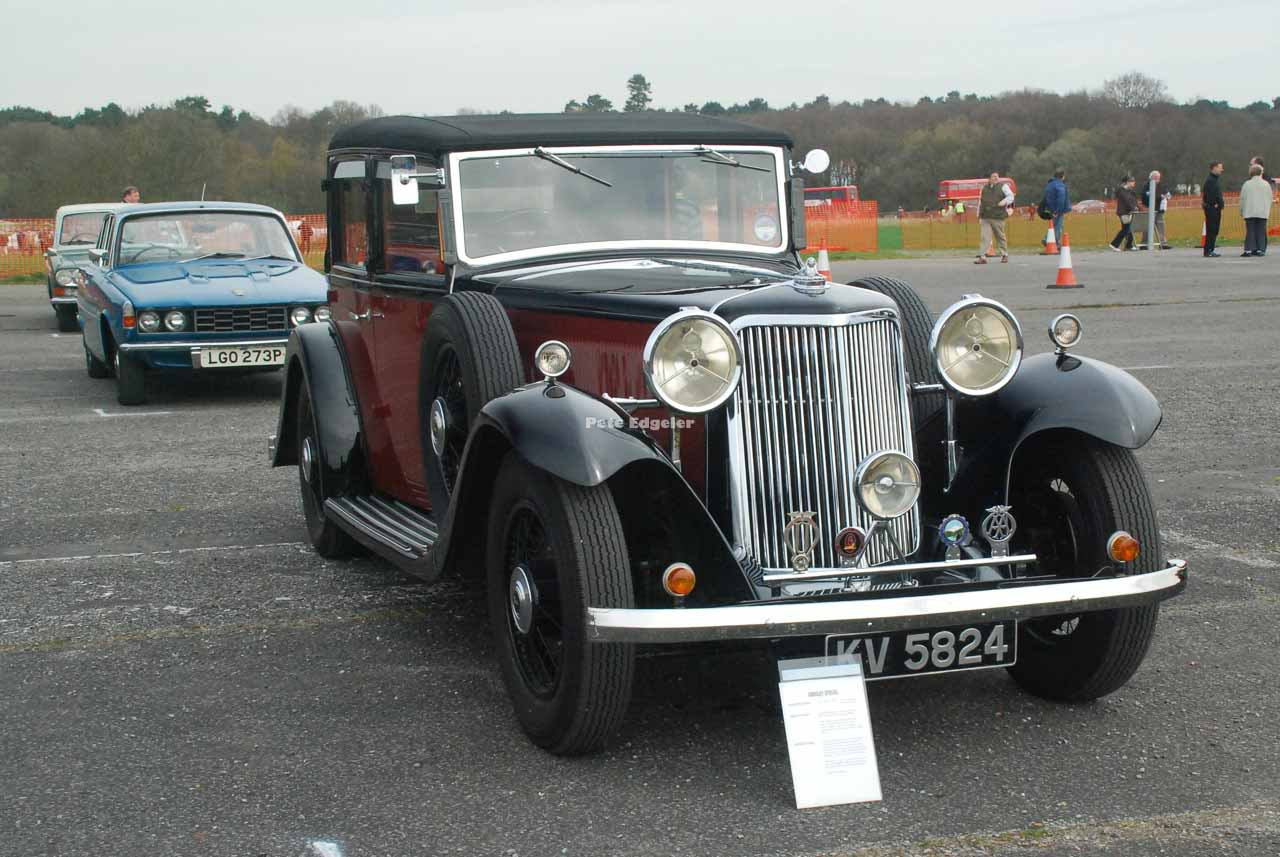
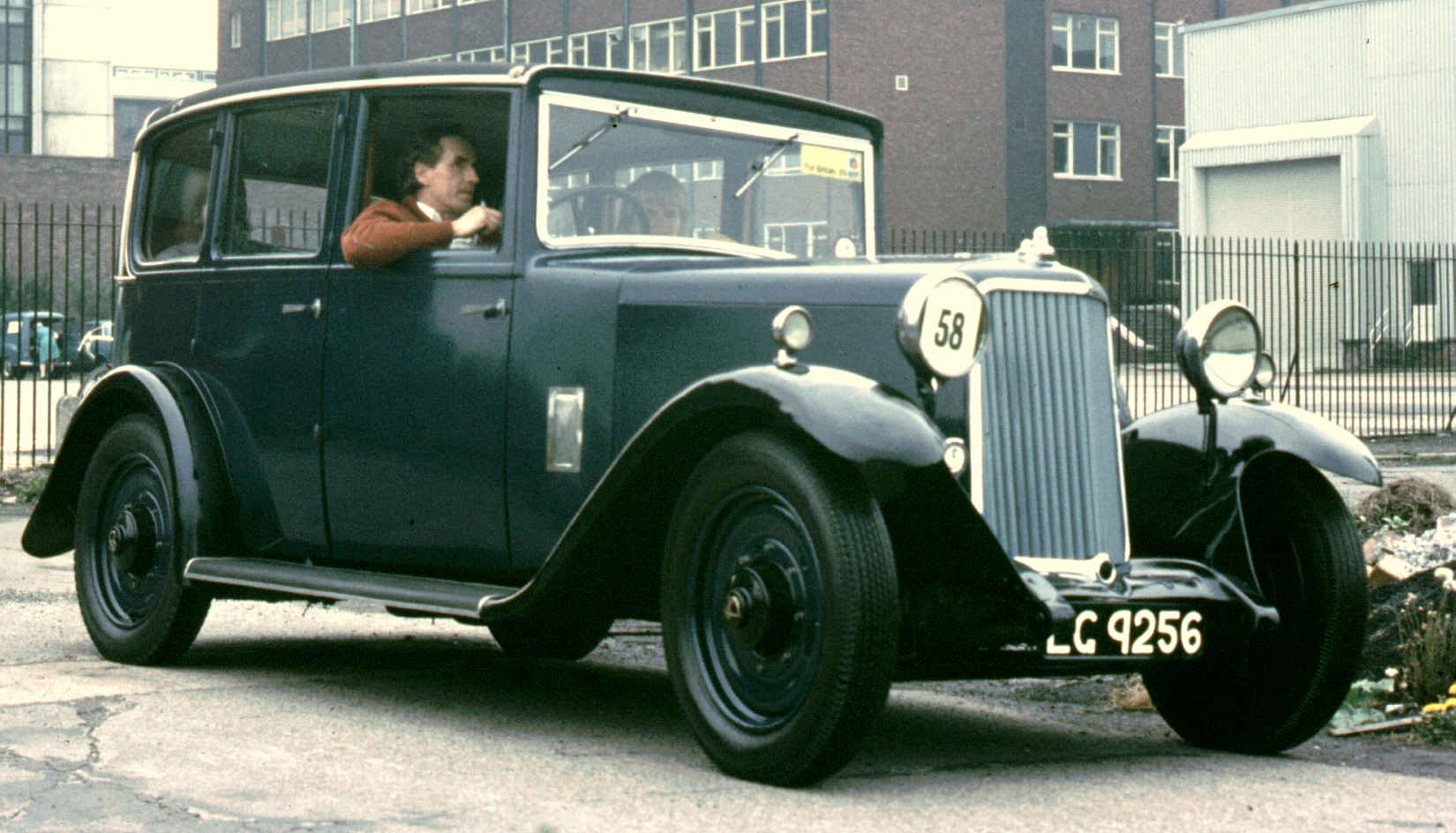
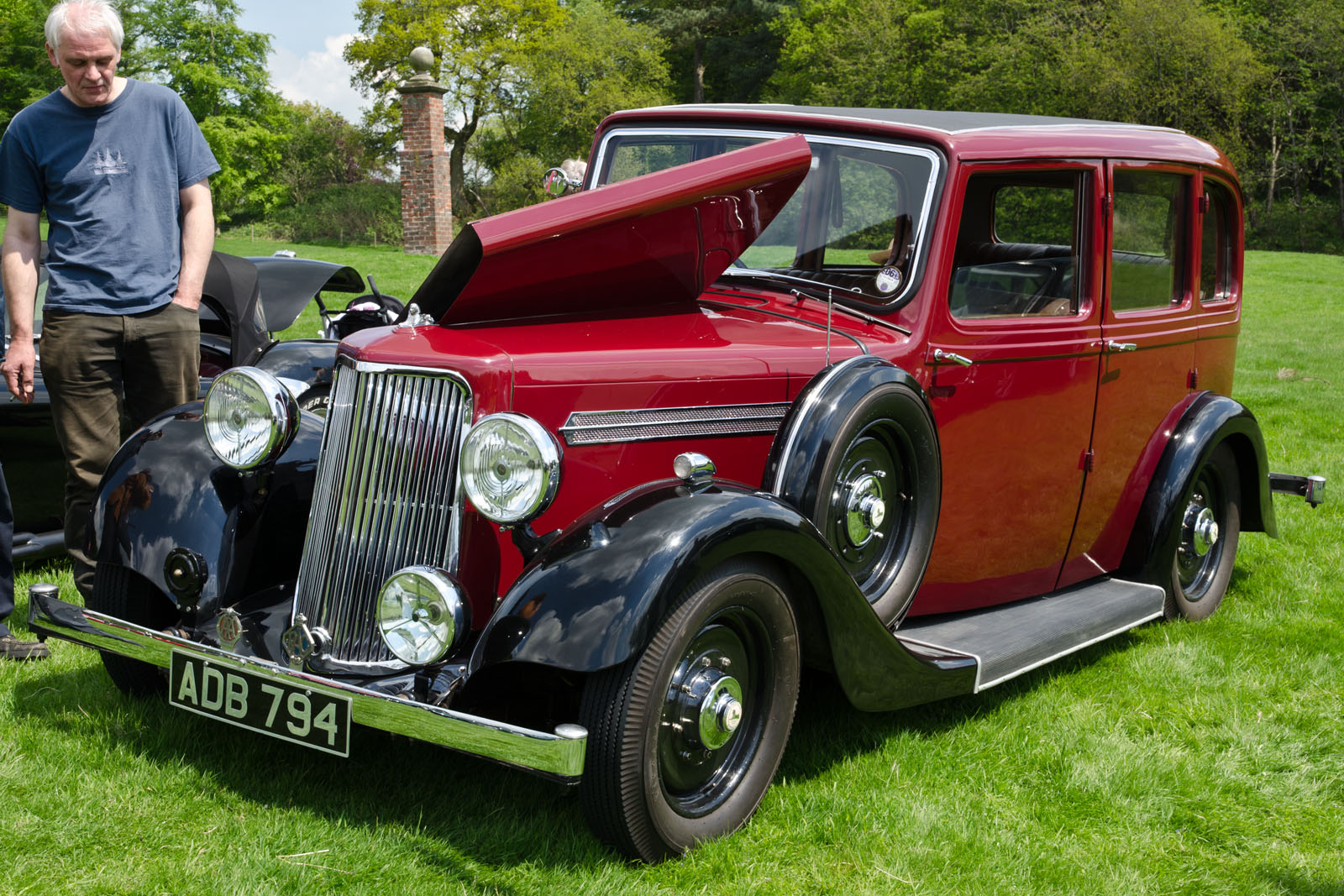